# 武陔
武陔（？—266年），字元夏，西晋沛国竹邑（今安徽宿州市北）人。魏卫尉武周长子，次妹武氏为刘邠之妻。三弟武韶字叔夏、四弟武茂字季夏。
武陔年轻时好品评人物。魏明帝时任下邳郡太守。司马师为大将军时，官至司隶校尉，太仆卿。初封亭侯，五等侯制度建立后，改封薛县侯。文司马昭很重视他，多次和他品评时人。西晋泰始元年，被晋武帝任命为尚书、左仆射、左光禄大夫、开府仪同三司。卒于任上，谥定。子武辅嗣。

## 延伸阅读
[在维基数据编辑]
 《晉書/卷045》，出自房玄齡《晉書》